# Anachalcos revoili
Anachalcos revoili är en skalbaggsart som beskrevs av Leon Fairmaire 1884. Anachalcos revoili ingår i släktet Anachalcos och familjen bladhorningar. Inga underarter finns listade i Catalogue of Life.